# Тит Калестрій Тірон Орбій Сперат
Тит Калестрій Тірон Орбій Сперат (лат. Titus Calestrius Tiro Orbius Speratus; дата народження й смерті невідомі) — політичний діяч Римської імперії, консул-суффект 122 року.

## Життєпис
Походив з роду нобілів Калестріїв. Про життя мало відомостей. Замолоду затоваришував з Плінієм Молодшим, з яким упродовж життя листувався. Служив з ним у Сирії на військовій службі (але в іншому легіоні). У 92 році став квестором (разом з Плінієм). Був народним трибуном і претором. У 122 році його призначив імператором Адріаном консулом-суффектом разом з Гаєм Требієм Максимом. Після цього як проконсул керував провінцією Бетіка. Подальша доля невідома.